# 何戢
何戢（446年—482年），字慧景，庐江郡灊县人，刘宋及南齊官员。宋司空何尚之孫，宋孝武帝寵臣吏部尚書何偃之子。

## 生平
何戢出身高門廬江何氏，因此被選為宋孝武帝之女劉楚玉的夫婿，拜為駙馬都尉。何戢初任祕書郎，歷太子中舍人，司徒主簿，新安王文學，祕書丞及中書郎等職。劉楚玉性情風流，曾直接向其弟宋前廢帝表明不能滿足於只有一個丈夫的生活，前廢帝就因其所願賜給這位親姊姊三十個「面首」。後來劉楚玉又得知當時的尚書吏部郎褚淵長得相當俊美，請求弟弟命令褚淵到她家服侍她十天。結果褚淵對劉楚玉的要求抵死不從，直到第十天仍然無法讓褚淵聽命於她，只好將褚淵放走。褚淵在這十天當中由於和公主的丈夫何戢住在一起，反而使他們兩個從此成為感情相當好的朋友。
泰始元年（465年）宋明帝即位後，因應當時全國大部分州郡皆只承認其侄劉子勛的政權，何戢獲授司徒從事中郎，跟著作為都督征討諸軍事的司徒、建安王劉休仁出討。後又轉司徒司馬。劉子勛被消滅後，何戢歷任黃門郎，宣威將軍領東陽太守及吏部郎。到了後廢帝的時代，褚淵在朝廷參政，推薦何戢當侍中。當時何戢只有二十九歲，還不到三十歲，因此推辭這個官位，上書多次，於是獲改授司徒左長史。當時還是領軍將軍的齊高帝蕭道成與何戢來往，並常常開宴會。何戢知道蕭道成喜歡吃水引餅，於是每次宴會上都會準備這項食物。一段時間後何戢獲重申侍中的任命，又轉任車騎將軍、揚州刺史、安成王劉準的車騎長史，加輔國將軍、濟陰太守，行府州事。後又外任吳郡太守。因疾還任後又再任侍中，祕書監，再轉中書令及蕭道成的相國左長史。
建元元年（479年），蕭道成篡宋建齊後，以何戢為散騎常侍兼太子詹事，不久改為侍中兼太子詹事。及後蕭道成欲以何戢為吏部尚書，但加官上以其資歷高而想加其為散騎常侍加驍騎將軍，惟在褚淵的意見下決定加驍騎將軍。建元三年（481年），外任左將軍、吳興太守。
何戢也是一位長相俊美、儀態端莊的人，一舉一動都與褚淵相互模仿學習，當時的人們稱何戢為「小褚公」。由於何戢家業豐厚，因此他的個性也頗為奢侈，平日的衣服裝飾都窮極華麗。他少年時，宋孝武帝劉駿曾經送他一把蟬雀扇，是專長繪畫的顧善秀所畫，當時陸探微、顧彥先等畫家都稱贊這把扇子，於是何戢便託王晏將扇子獻給蕭道成，蕭道成相當高興，命王晏向他表達酬謝之意。
建元四年（482年），何戢去世，時年三十六，諡為懿子，追贈散騎常侍，撫軍將軍、吳興太守。他与妾室宋氏所生的女儿何婧英後來做了鬱林王蕭昭業的皇后，而何戢則獲加贈侍中、右光祿大夫。

## 延伸阅读
[在维基数据编辑]
 《南齊書/卷32》，出自萧子显《南齊書》